# Viscaceae
Famille
Classification APG III (2009)
Les Viscacées sont une famille de plantes dicotylédones qui comprend 450 espèces.
Ce sont des arbustes, sans vraies racines, parasites partiels (la synthèse chlorophyllienne est assurée) des organes aériens d'autres végétaux. On les rencontre des régions tempérées chaudes aux régions tropicales.

## Étymologie
Le nom vient du genre Viscum, qui vient du latin viscus, « glu », en référence à la glu visqueuse retirée des fruits et de l'écorce des tiges des espèces de ce genre.

## Classification
Seule la classification de Cronquist reconnait cette famille.
La classification phylogénétique APGIII le classe maintenant dans les Santalacées.

## Liste des genres
Les Viscacées sont réparties en sept genres :
- Arceuthobium Bieb.
- Dendrophthora
- Ginnalloa
- Korthalsella v. Tiegh.
- Notothixos (en)
- Phoradendron Nutt.
- Viscum L.